# افزودن (موسیقی)

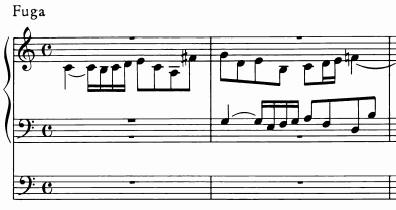
افزودن (موسیقی)

افزودن (انگلیسی: Augmentation) برگرفته از واژه لاتین جدید augmentare به معنای افزایش دادن، در موسیقی غربی و تئوری موسیقی سه معنای متمایز دارد. افزودن یا افزایش، دستگاهی موسیقایی است جایی که ملودی، تم یا موتیفی با شکل و ارزش نت افزوده‌ای نسبت به آن‌چه پیش‌تر رایج بوده، عرضه شود. افزودن همین‌طور اصطلاحی است طولانی‌کردن متناسب نت‌های مستقل با رنگ‌آمیزی آن‌ها (نشان‌گذاری قدیمی)، با استفاده از علامت تناسب یا نشانه‌گذاشتن با نمادی مانند نقطه کنار نت‌ها (نشان‌گذاری مدرن.) شکل سوم افزودن، در فاصله‌ها است. یک فاصله بزرگ یا درست که با نیم‌پرده کروماتیک وسعت یابد، یک فاصله افزوده خوانده می‌شود و به این فرایند، افزایش گویند. برای نمونه، پنجم افزوده، یک نیم‌پرده کروماتیک وسیع‌تر از پنجم درست است بنابراین یک فاصله افزوده خواهد بود.